# Alto e Baixo Egito
Na história egípcia, o período do Alto e Baixo Egito (também conhecido como As Duas Terras) foi o estágio final do Egito pré-histórico e precedeu diretamente a unificação do reino. A concepção do Egito como as Duas Terras era um exemplo do dualismo na cultura egípcia antiga e aparecia com frequência em textos e imagens, inclusive nos títulos dos faraós egípcios.
O título egípcio zmꜣ-tꜣwj (pronúncia egiptológica sema-tawy) é geralmente traduzido como "Unificador das Duas Terras" e era representado como uma traqueia humana entrelaçada com o papiro e a planta do lírio. A traqueia representava a unificação, enquanto o papiro e o lírio representavam o Baixo e o Alto Egito.
Os títulos padrão do faraó incluíam o prenome, literalmente "Do junco e da abelha" (nswt-bjtj, os símbolos do Alto e Baixo Egito) e "senhor das duas terras" (grafado nb-tꜣwj). As rainhas reinantes eram tratadas como faraós e como homens. As rainhas consortes podiam usar versões femininas do segundo título, "Dama das Duas Terras" (nbt-tꜣwj), "Senhora de todas as Duas Terras" (hnwt-tꜣwy-tm) e "Senhora das Duas Terras" (hnwt-tꜣwy).

## Estrutura

Pschent, coroa dupla do Egito

O Egito antigo era dividido em duas regiões: o Alto Egito e o Baixo Egito. Ao norte ficava o Baixo Egito, onde o Nilo se estendia com suas várias ramificações para formar o Delta do Nilo. Ao sul ficava o Alto Egito, que se estendia até Assuão. A terminologia "Alto" e "Baixo" deriva do fluxo do Nilo das terras altas da África Oriental em direção ao norte, até o Mar Mediterrâneo.
Os dois reinos do Alto e do Baixo Egito foram unidos por volta de 3000 a.C., mas cada um mantinha seus próprios atributos: a hedjete ou Coroa Branca para o Alto Egito e a dexerete ou Coroa Vermelha para o Baixo Egito. Assim, os faraós eram conhecidos como os governantes das Duas Terras e usavam a pschent, uma coroa dupla, cada metade representando a soberania de um dos reinos. A tradição egípcia antiga creditava Menés, que agora se acredita ser o mesmo que Narmer, como o rei que uniu o Alto e o Baixo Egito. Na paleta de Narmer, o rei é representado usando a coroa vermelha em uma cena e a coroa branca em outra, mostrando assim seu domínio sobre as duas terras.

## Sema Tawye simbolismo

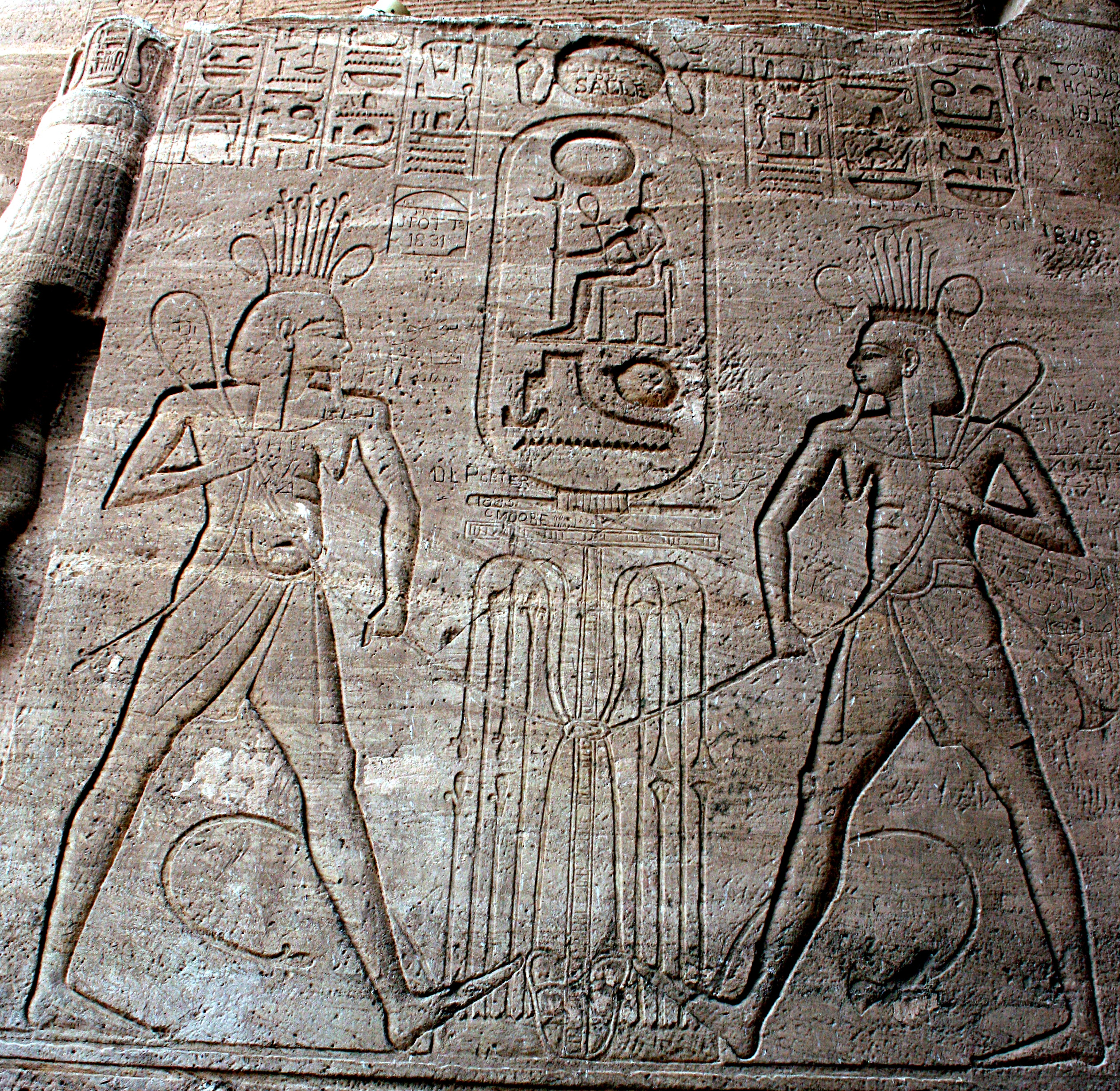
Hapi amarrando as plantas de papiro e junco no símbolo sema tawy para a unificação do Alto e Baixo Egito

A união do Alto e do Baixo Egito é representada por papiros e plantas de junco com nós. O símbolo de amarração representa tanto a harmonia por meio da ligação quanto a dominação por meio da contenção. A dualidade é uma parte importante da iconografia real. Às vezes, a dualidade é ampliada ainda mais quando as plantas com nós se estendem e prendem inimigos estrangeiros (tanto do norte quanto do sul) também.
Durante a primeira dinastia, surgiram títulos reais dualistas, incluindo o título Rei do Alto e Baixo Egito (nswt bjtj), que combina a planta representando o Alto Egito e uma abelha representando o Baixo Egito. O outro título dualista é o nome Duas Damas ou nome Nebty. As duas damas são Necbete, a deusa abutre associada a Nequém, no Alto Egito, e Wadjet, a deusa cobra associada a Buto, no Baixo Egito.
Há muitas representações do ritual de unificação das Duas Terras. Não se sabe se esse era um rito que teria sido realizado no início de um reinado ou apenas uma representação simbólica. Muitas das representações da unificação mostram dois deuses unindo as plantas. Geralmente, os deuses são Hórus e Seth ou, ocasionalmente, Hórus e Tote. Há vários exemplos de estandes de barcos dos reinados de Amenófis III (Hermópolis), Taraca (Jebel Barcal) e Atlanersa (Jebel Barcal) que mostram dois deuses do rio realizando o rito. Isso corresponde a uma cena do Templo de Abu Simbel da época de Ramsés II.

Há apenas algumas cenas que mostram o próprio rei realizando o ritual. Todas elas são de barcos e datam dos reinados de Amenófis III, Seti I e Ramsés III. As duas últimas podem ser cópias da primeira.

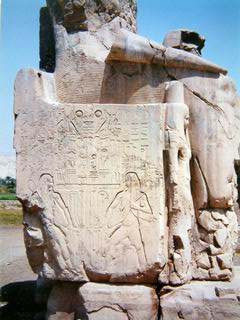
Deus do rio Hapi unindo o Alto e o Baixo Egito. Colossos de Mêmnon. Reinado de Amenófis III.
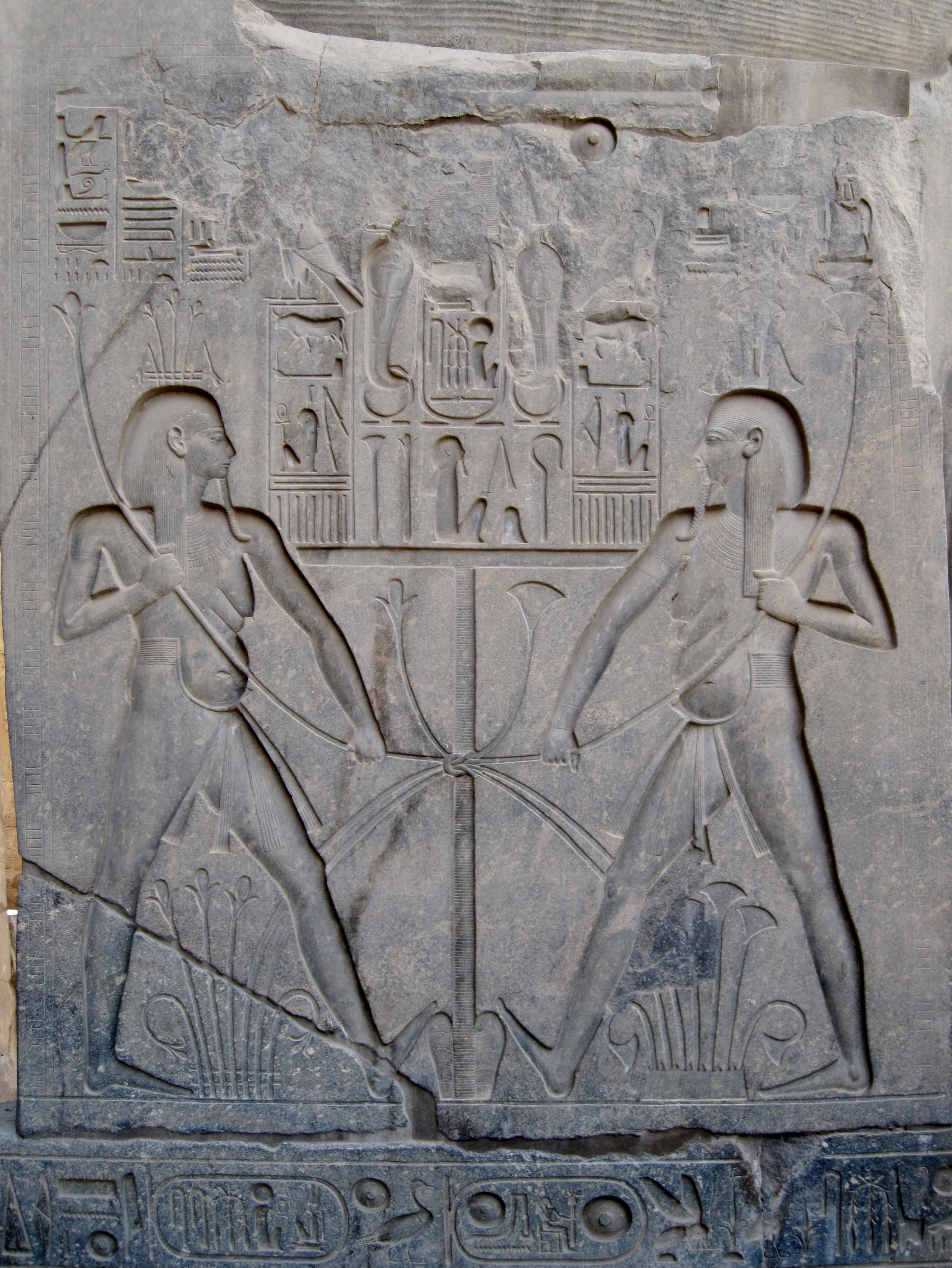
Cena do templo em Luxor, Tebas
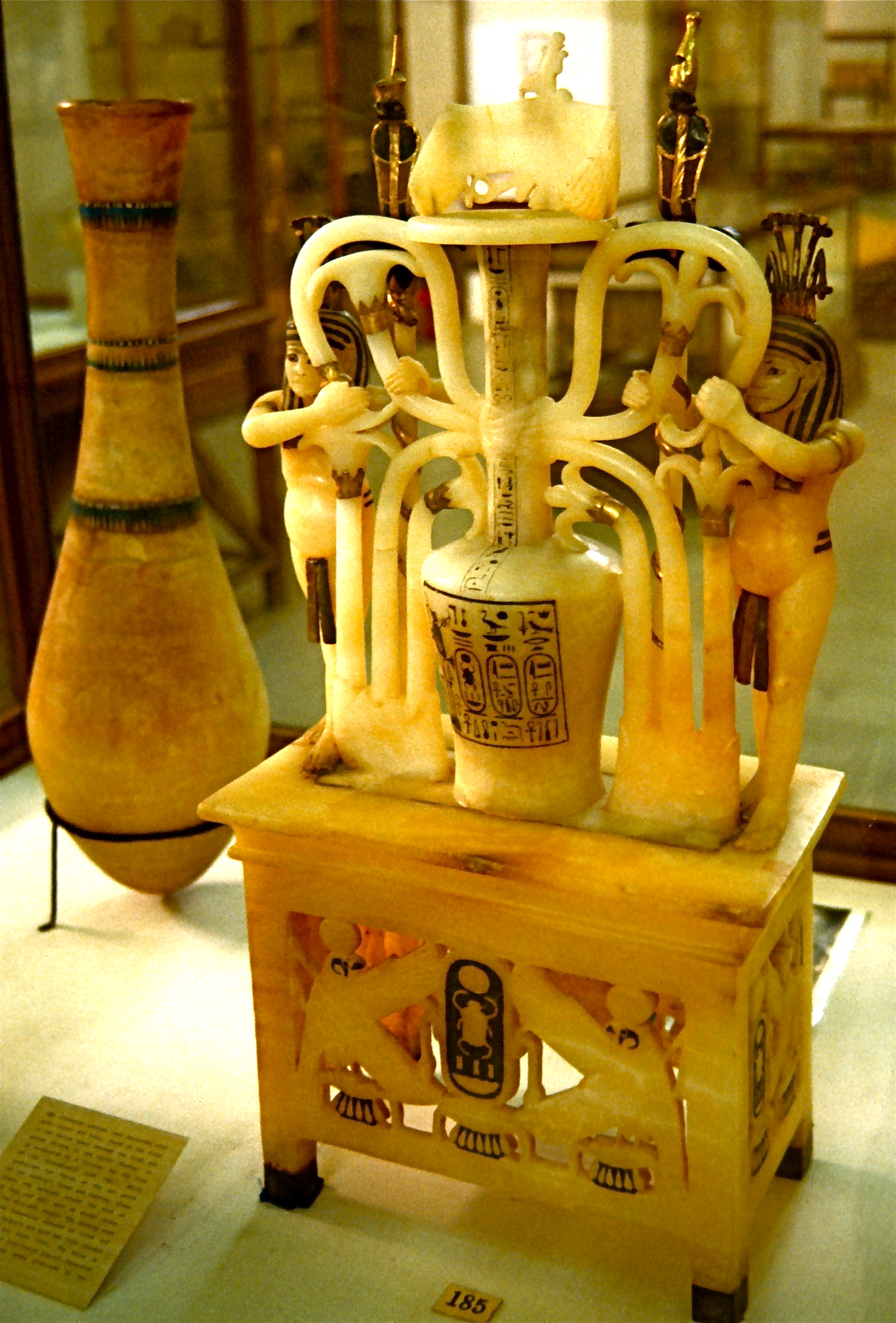
Jarra de alabastro representando o símbolo sema tawy com Hapy. Do túmulo deTutancâmon.
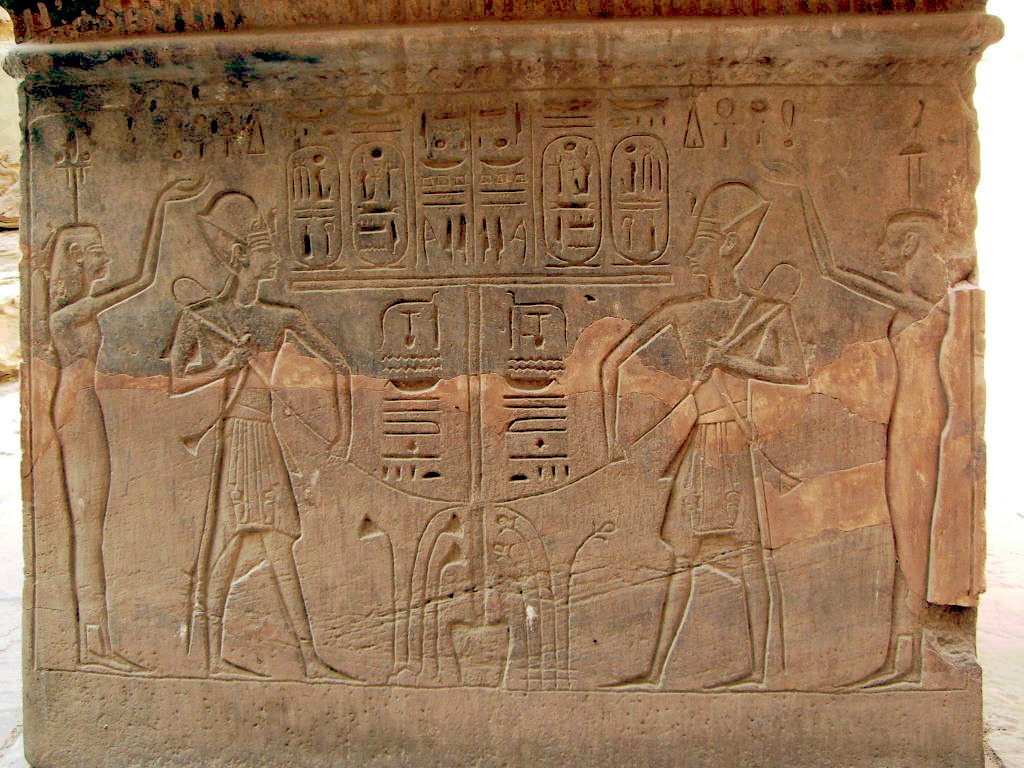
Ramsés III no templo de Khonsu.
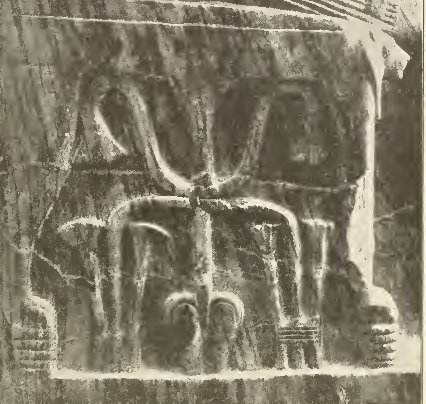
Sema tawy (sem divindades) ao lado do trono de Quéfren